# Contoderopsis aurivillii
Contoderopsis aurivillii là một loài bọ cánh cứng trong họ Cerambycidae.